# Jugement dernier
Pour les articles homonymes, voir Jugement dernier (homonymie).
 (juillet 2021).

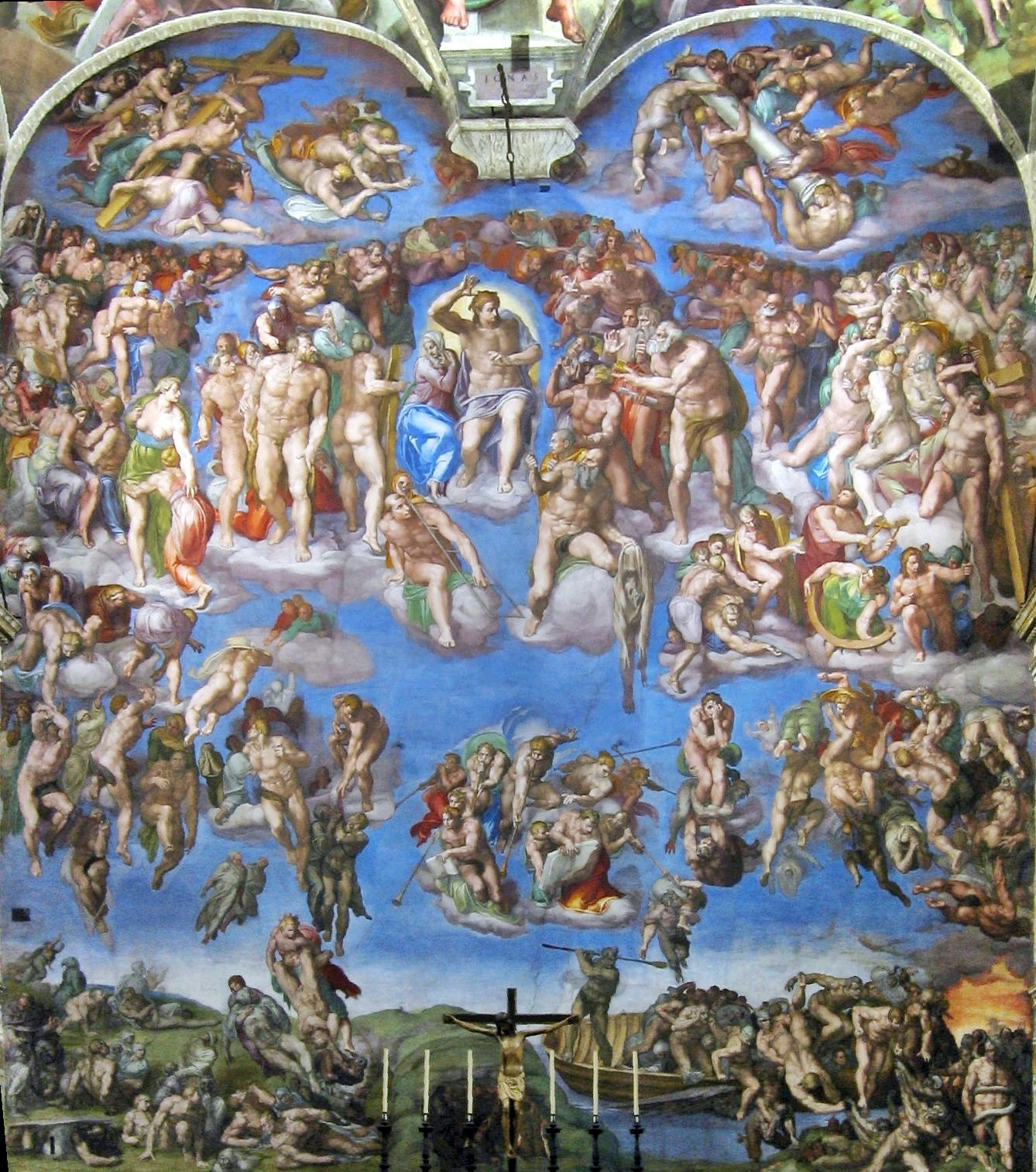
Le Jugement dernier, par Michel-Ange, chapelle Sixtine.

Le Jugement dernier (ou Jour du Seigneur, ou encore Jugement universel) est, dans les religions abrahamiques, le jour où se manifestera aux hommes le jugement de Dieu sur leurs actes, leurs paroles et leurs intentions.
Le devenir des damnés et des justes n'est pas le même selon tous les textes. Selon la Bible et le Coran, la résurrection des morts est un préalable au jugement divin qui sera prononcé le même jour pour tous.
L'idée d'un jugement divin après la mort apparaît, avant le judaïsme, en Égypte et dans la religion zoroastrienne, mais il ne s'agit pas d'un « jugement dernier », intervenant pour tous en même temps, à la fin des temps.

## Le Jugement dernier dans les textes sacrés

### Selon le judaïsme
Dans la Torah, l’eschatologie juive  est pauvre. Elle est plus riche dans les Neviim et les Ketouvim et encore plus développé dans le judaïsme rabbinique. Il existe deux choses : le jugement dernier dont parle le Livre de Daniel (7.26 Puis viendra le jugement, et on lui ôtera sa domination, qui sera détruite et anéantie pour jamais.) et Yom Hadin, le jour de la fête annuelle de Roch Hachana.
Dans la Torah il est écrit à propos du Jour du Seigneur (de YHWH : יוֹם-יְהוָה, Ésaïe 13.6, 13.9, Joël 1.15, 2.1, 2.11, 3.4, 4.14, Amos 5.18, 5.20, Abdias 1.15, Sophonie 1.7, 1.14, Malachie 3.23) , par exemple en Ésaïe 13.9 : « Oui, il arrive implacable, le jour du Seigneur, jour d'emportement et de violente colère, qui réduira la terre en solitude et en exterminera les criminels. »
Certains midrachim (récits allégoriques) parlent de Yom HaDin, décrivant Dieu siégeant sur Son trône, tandis que les livres contenant les actes de toute l'humanité sont ouverts pour « révision », et que chacun passe devant Lui pour évaluation de ses actes.

### Selon le christianisme

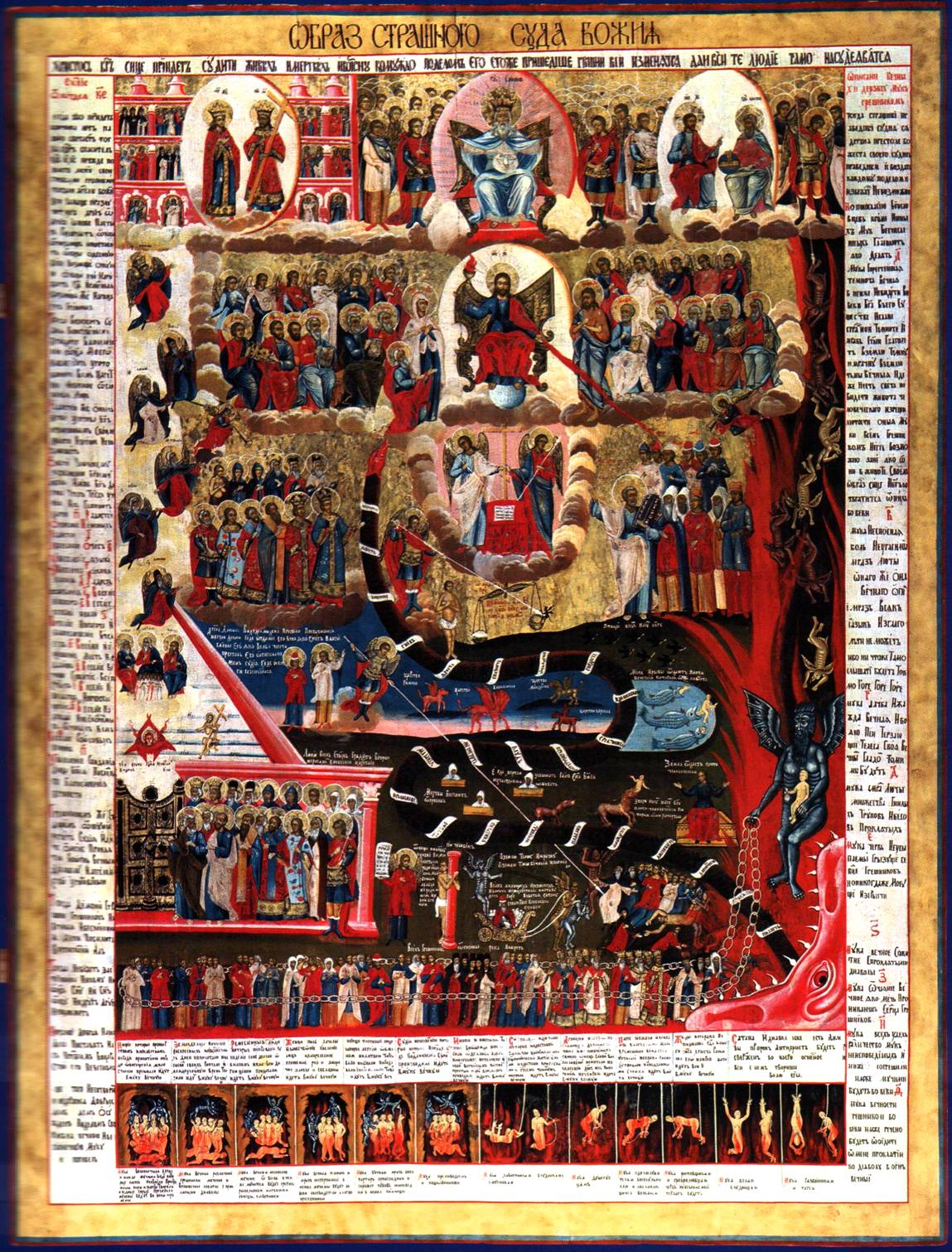
Icône russe du XVIIIe siècle, région de la Volga.

Le Jugement dernier pour les chrétiens est le jour où les humains seront jugés selon leurs actes et paroles. Il est à distinguer du jugement particulier de l'âme après la mort. En effet, les actions d'une âme ne s'arrêtent pas nécessairement au moment de la mort physique.
Jésus de Nazareth a mentionné un jour de jugement, à propos des Judéens qui refuseraient d'entendre la nouvelle relative au Royaume de Dieu : « Le sort de la ville de Sodome sera plus supportable au « jour de jugement » que celui de cette ville. » (Matthieu 10:15).
Dans le Nouveau Testament, il est écrit aussi du jour du Seigneur, (1 Co 5:5, 2 Co 1:14, 1 Th 5:2, 2 P 3:10, Ap 1:10,1 Ti 3). Ainsi dans la deuxième épître de Pierre on peut lire : « Or, le jour du Seigneur viendra comme un larron dans la nuit ; en ce temps-là les cieux passeront avec fracas, et les éléments embrasés seront dissous, et la terre, avec les œuvres qui sont en elle, sera entièrement brûlée. »

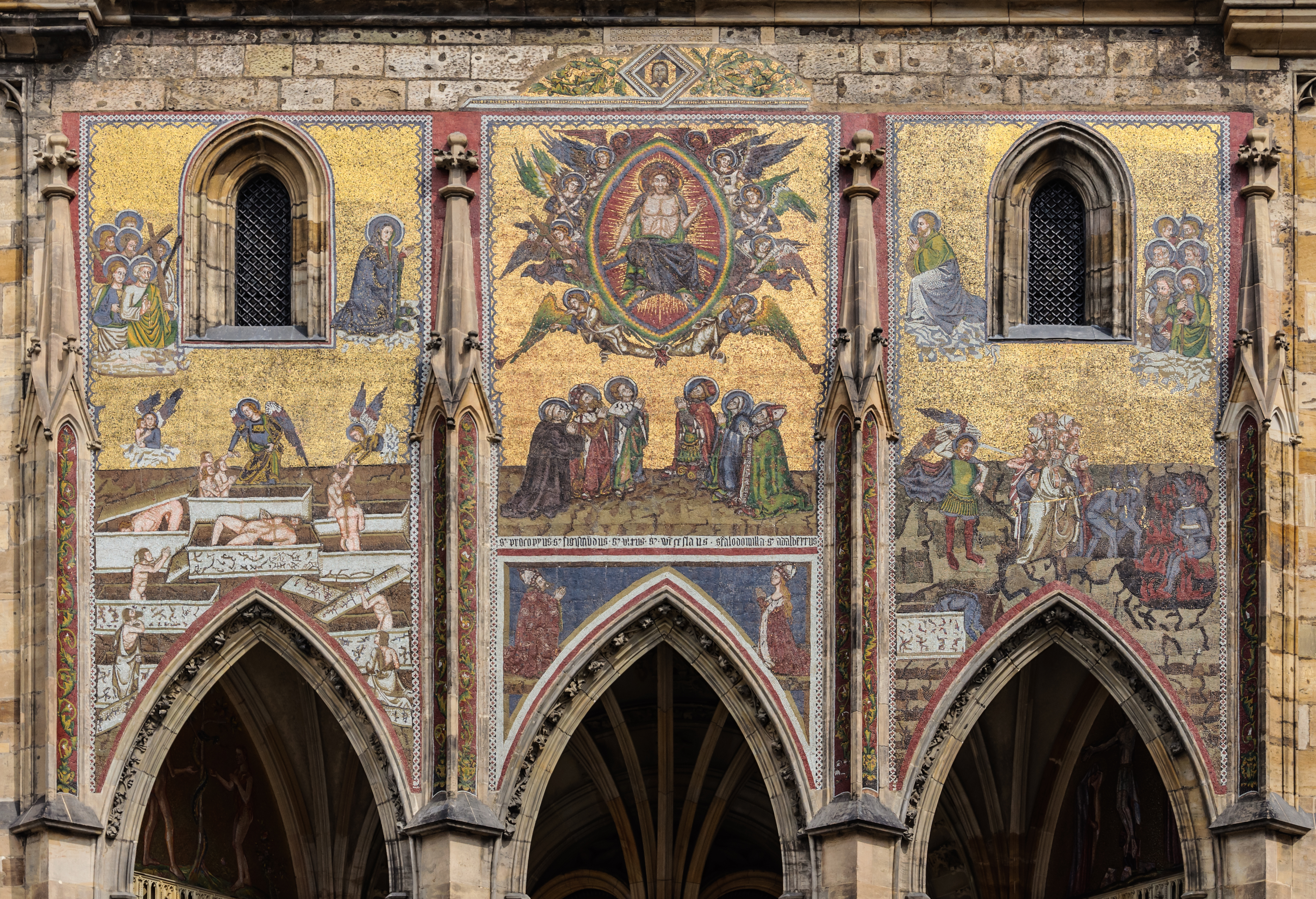
Mosaïque de la cathédrale Saint-Guy de Prague, XIVe siècle.

Ce jour du Jugement correspond au chapitre 20 de l'Apocalypse, jour où Satan sera jeté dans l'étang de feu avec l'Antéchrist. Ce jour-là, la terre disparaît et les hommes sont jugés : « Puis je vis un grand trône blanc, et celui qui y était assis. La terre et le ciel s'enfuirent de devant sa face, et leur place ne se retrouva plus. Je vis aussi les morts, grands et petits, qui se tenaient devant Dieu ; et les livres furent ouverts. On ouvrit aussi un autre livre, celui qui est le livre de vie. Et les morts furent jugés selon leurs œuvres, d'après ce qui était écrit dans les livres. »
Le théologien médiéval Pierre Abélard a distingué la séparation entre le Jugement individuel et le Jugement dernier : le premier a lieu après la mort, et concerne l'âme, tandis que le second se passe lors du retour du Christ, avec le corps.
La tradition chrétienne occidentale fixe symboliquement le jour du jugement au 25 mars, qui correspond à la fête de l'Annonciation.

### Selon l'islam
Pour l'eschatologie coranique, trois évènements caractérisent la fin des temps : "l'anéantissement (fanâ') de toutes les créatures, la résurrection des morts,(qiyâma) et le rassemblement (hashr) en vue du jugement final. Des signes précédent ces événements et annoncent sa venue. Parmi ceux-ci se trouvent le décrochement du soleil, le scindement de la lune… Plusieurs descriptions différentes du jugement sont faites par les commentateurs, mais rien n’est dit dans le Coran sur la réalisation de cette opération. On trouve seulement des versets qui parlent de « ceux dont les œuvres seront lourdes » comme de « ceux dont les œuvres seront légères » (sourate 7, versets 8-9)".

« D’après le Coran,, :
Quand le ciel se rompra et que les étoiles se disperseront.
et que les mers confondront leurs eaux, et que les tombeaux seront bouleversés.
toute âme saura alors ce qu'elle a accompli et ce qu'elle a remis de faire à plus tard.
Ô homme ! Qu'est-ce qui t'a trompé au sujet de ton Seigneur, le Noble qui t'a créé, puis modelé et constitué harmonieusement ? 
Il t'a façonné dans la forme qu'Il a voulue Non... ! Malgré tout vous traitez la Rétribution de mensonge 
alors que veillent sur vous des gardiens de nobles scribes.
Qui savent ce que vous faites 
Les bons seront, certes, dans un jardin de délice et les libertins seront, certes, dans une fournaise 
où ils brûleront, le jour de la Rétribution incapables de s'en échapper.
Et qui te dira ce qu'est le jour de la Rétribution ? 
Encore une fois, qui te dira ce qu'est le jour de la Rétribution ? 
Le jour où aucune âme ne pourra rien en faveur d'une autre âme. Et ce jour-là, le commandement sera à Allah. 
— Sourate 82 »
« Et lorsqu'on soufflera dans la Trompe, alors il n’y aura plus de parenté entre eux ce jour-là, et ils ne se poseront pas de questions.
Ceux dont la balance sera lourde seront les bienheureux.
et ceux dont la balance sera légère seront ceux qui auront ruiné leurs propres âmes et ils demeureront éternellement dans l’Enfer.
— Sourate 23 » »

## Représentation dans la sculpture
Les tympans représentant le Jugement dernier se développent dès la fin du XIe siècle.

Tympans romans
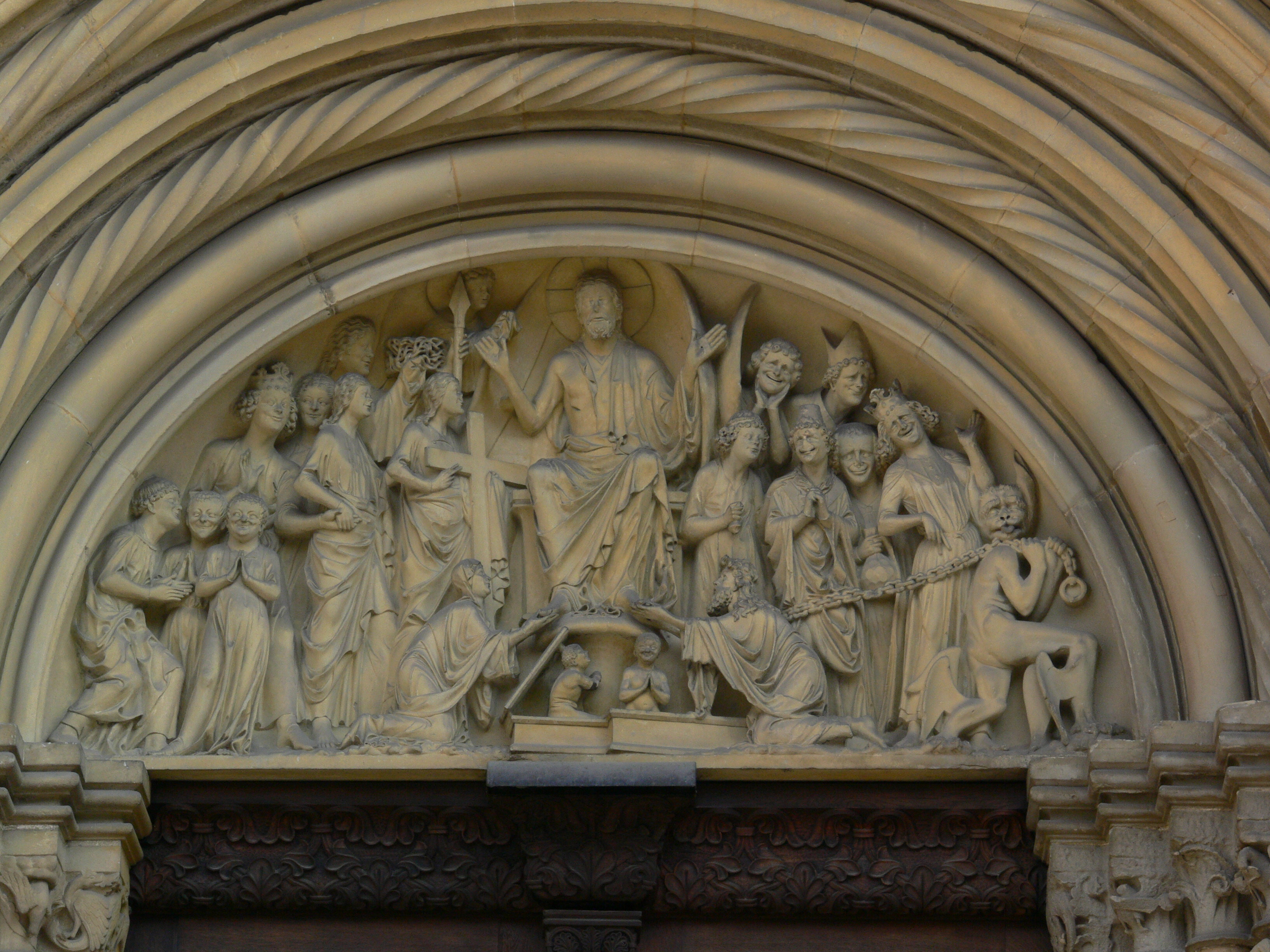
Saint-Pierre-et-Saint-Georges de Bamberg.
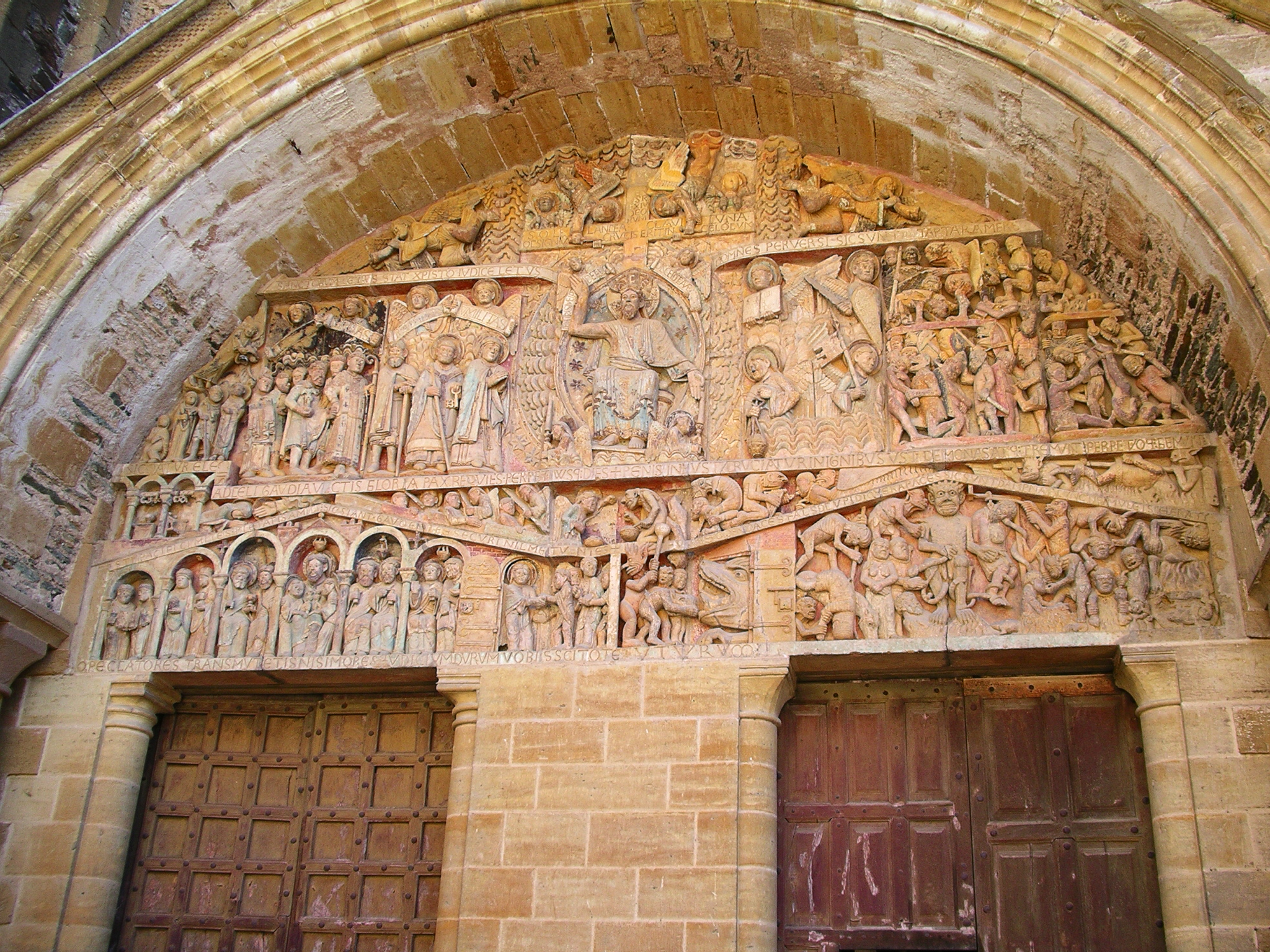
Sainte-Foy de Conques.
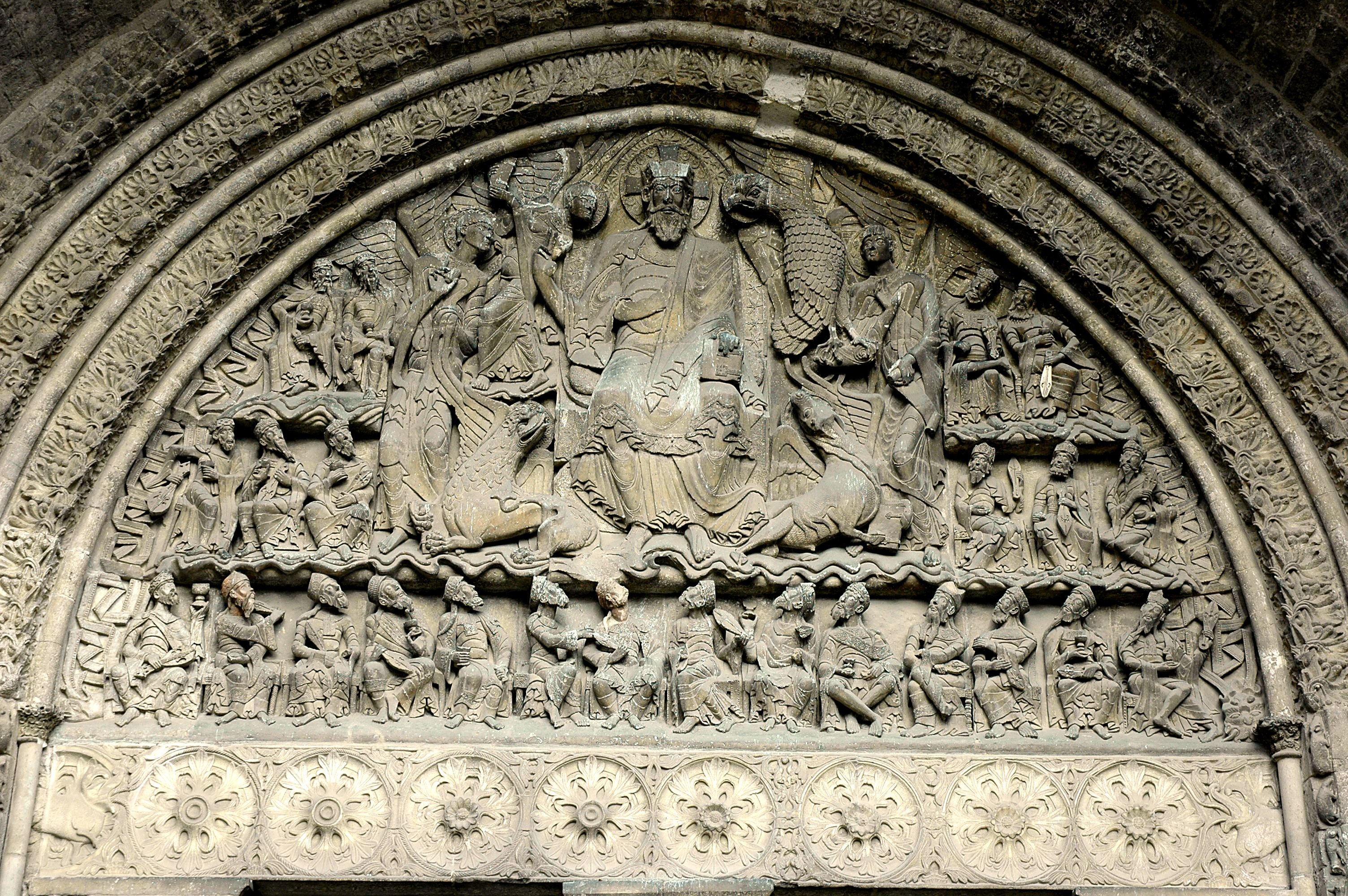
Saint-Pierre de Moissac.

L'Abbaye Notre-Dame de Fontevraud donne à voir dans la salle actuellement nommée "Trésor" les restes reconstitués d'une sculpture figurant un jugement dernier, antérieur à la fin du XIIe siècle, et situés jadis dans le quartier Saint-Benoît , restes retrouvés lors de fouilles conduites fin 1984. Le jugement dernier est le sujet principal du pilier des Anges de la cathédrale Notre-Dame de Strasbourg.
De nombreux tympans gothiques sont ornés de sculptures du Jugement dernier, comme le tympan central de la façade ouest de la cathédrale Notre-Dame de Paris, où le Christ assis est flanqué d'anges portant les Instruments de la Passion.

Tympans gothiques
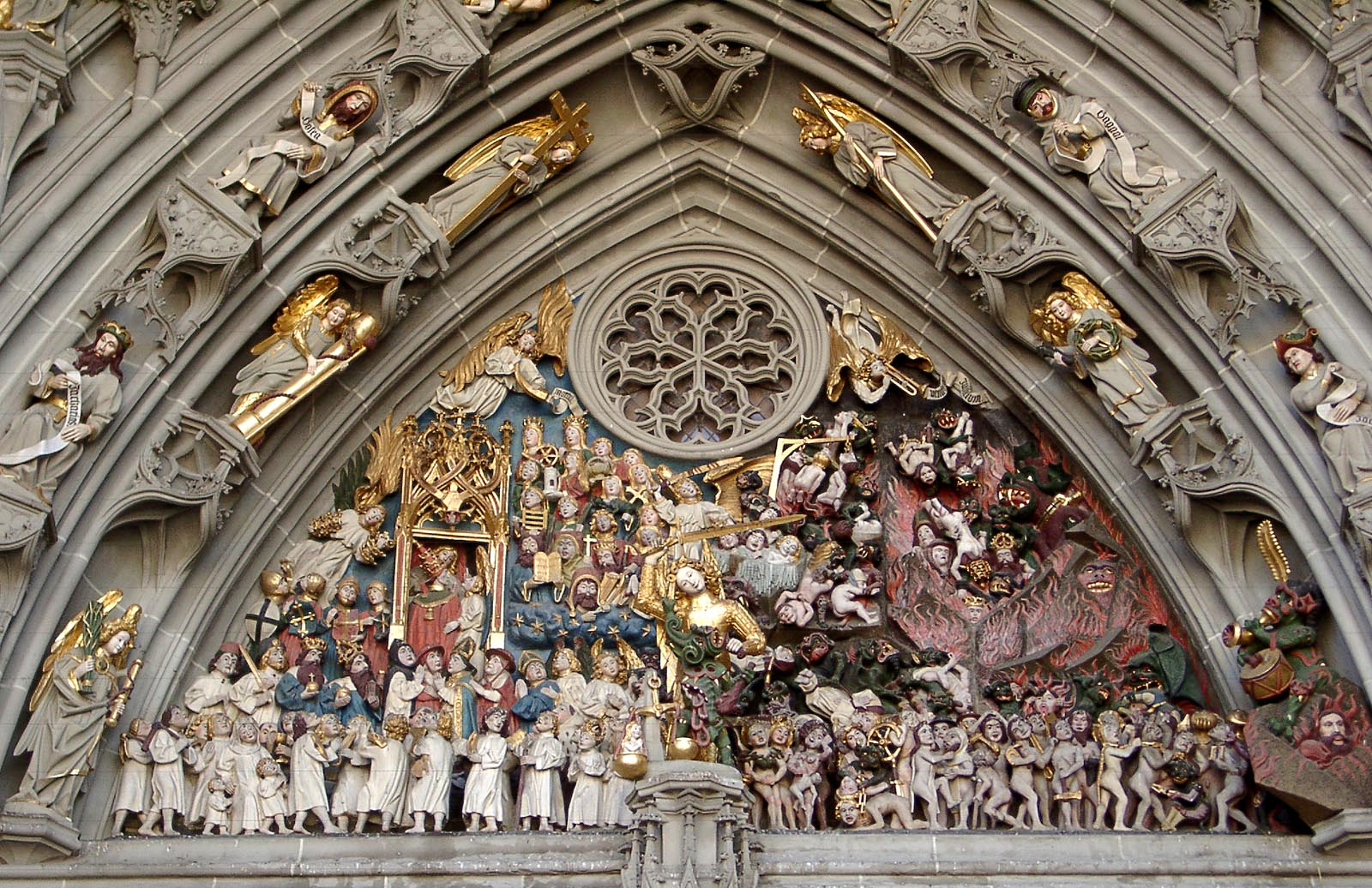
Saint-Vincent de Berne.
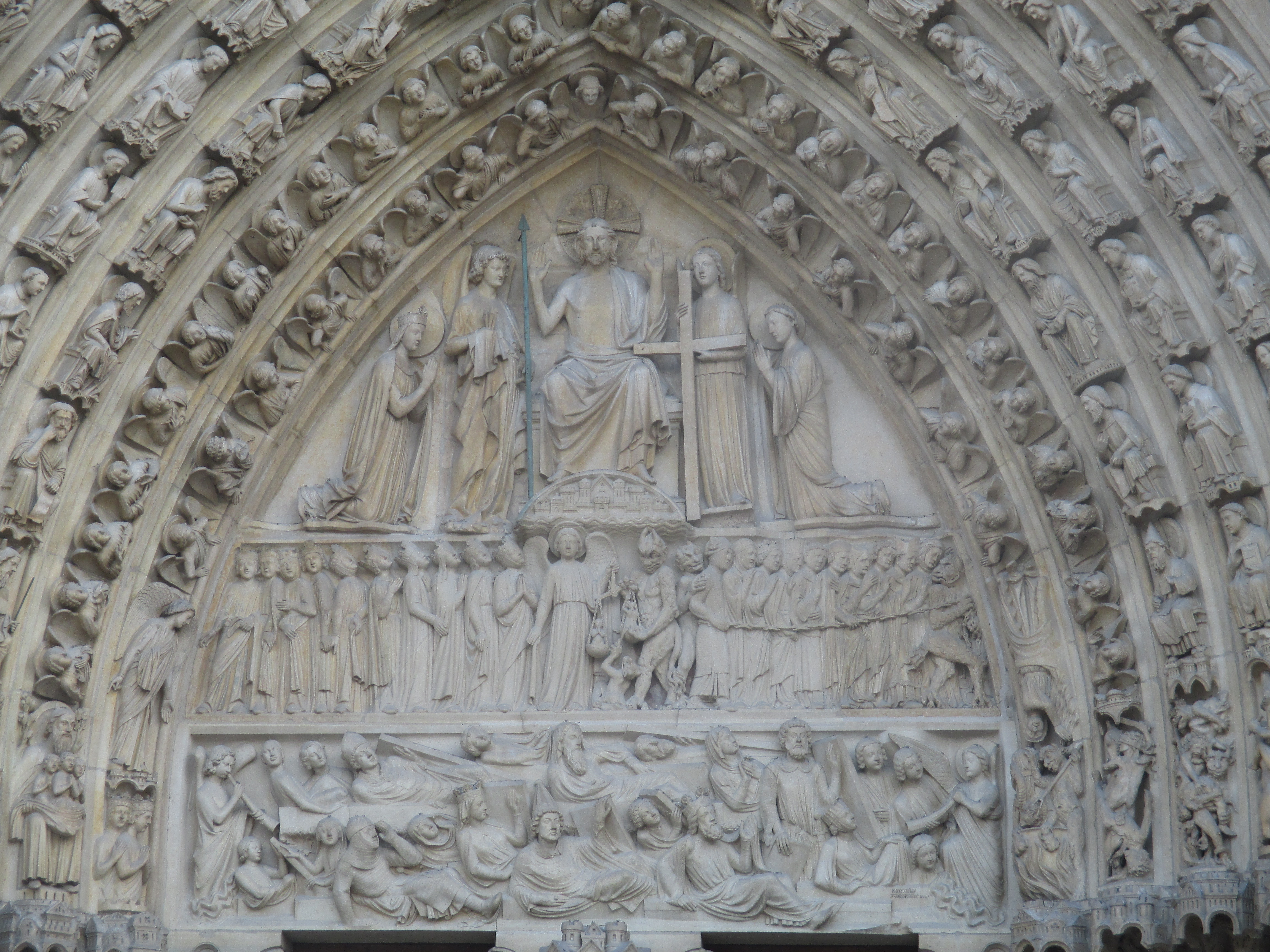
Notre-Dame de Paris.

## Représentation dans la peinture

### Fresques
Le thème du Jugement dernier n'apparaît guère avant le XIe siècle. Le premier exemplaire connu à ce jour fait partie du cycle de fresques carolingiennes (début du IXe siècle) au monastère Saint-Jean de Müstair, en Suisse, et n'occupe la première place qu'à partir du XIIIe siècle. En Occident, on le trouve d'abord au revers des façades, comme un avertissement aux fidèles, comme dans la mosaïque du XIIe siècle dans l'église de Santa Maria Assunta, à Torcello. Puis il occupe les rosaces occidentales, c'est-à-dire celles dominant les portails d'entrée de la façade principale des églises orientées (comme à la cathédrale de Chartres ou à la cathédrale de Laon, etc.). Il arrive ensuite sur les tympans (le prototype est le tympan de Beaulieu sur Dordogne en Corrèze), d'abord des portes latérales, puis du portail occidental. Il a une fonction pédagogique.
Dans le monde orthodoxe, il est représenté sur les fresques extérieures des monastères, comme au monastère de Bucovine en Roumanie.

Fresques chrétiennes
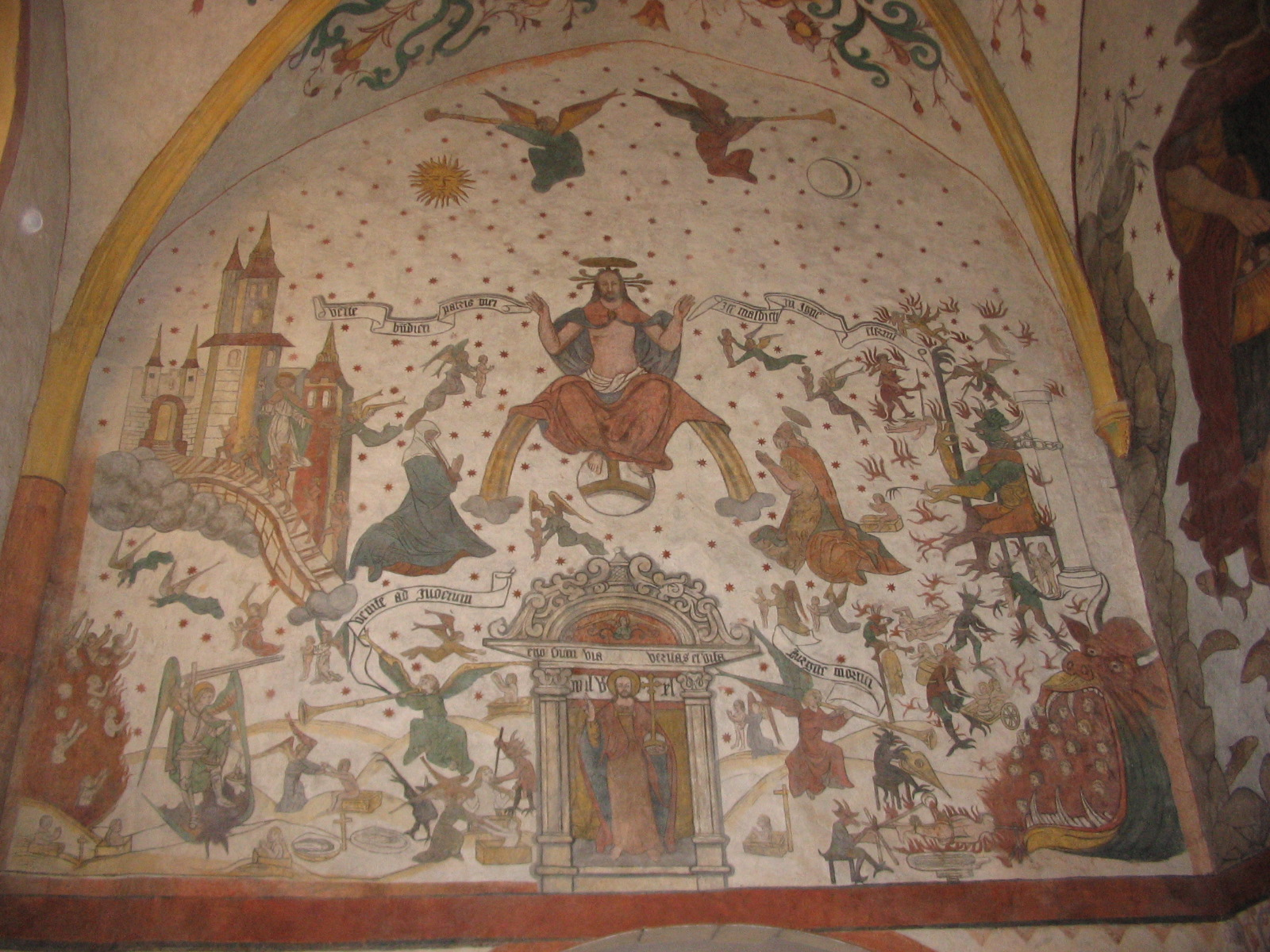
Église Saint-Martin de Sillegny.
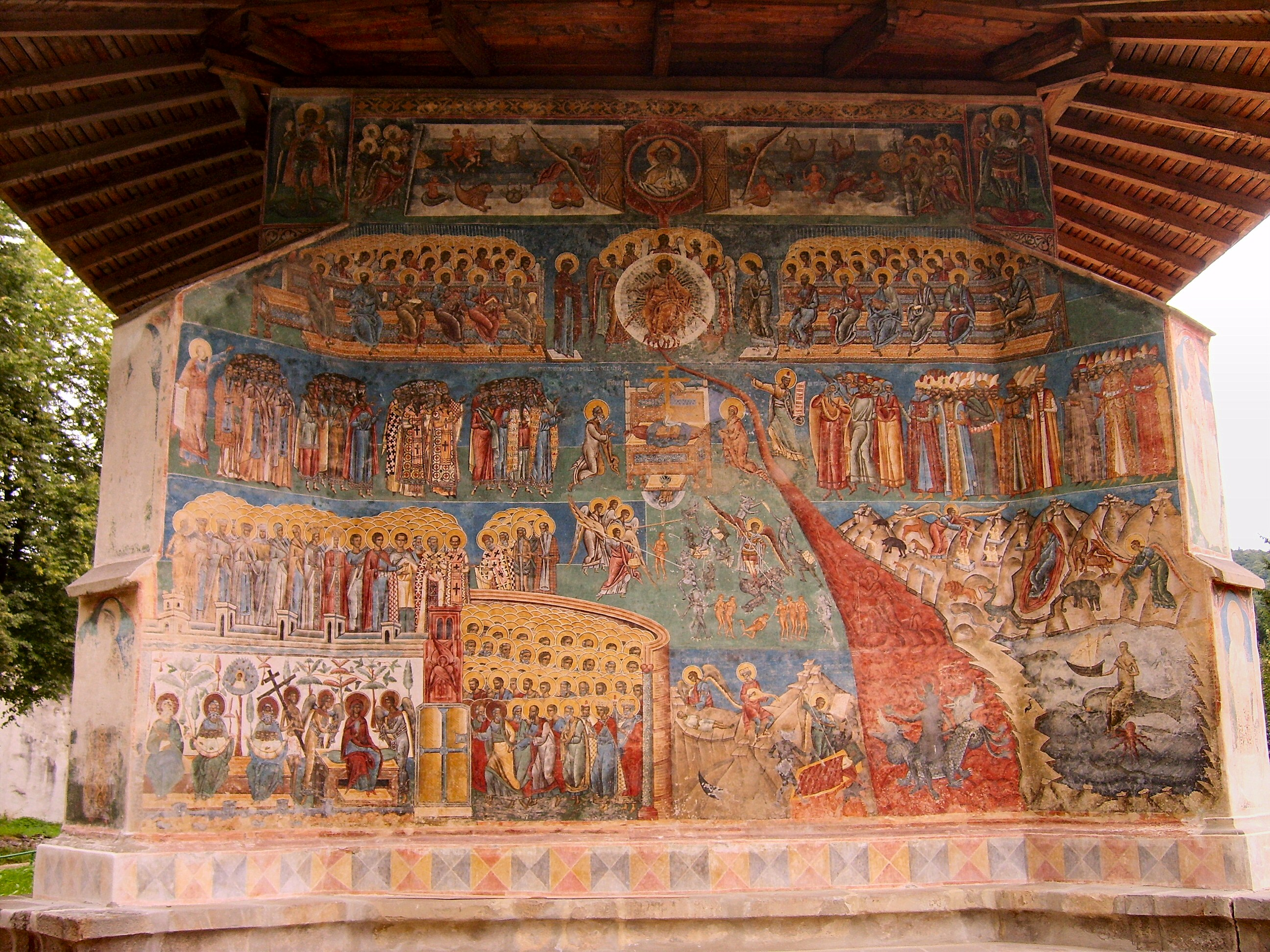
Monastère de Voroneţ, Bucovine.

### À la Renaissance
Plusieurs peintres se sont emparés de ce thème dans des tableaux rassemblant plusieurs centaines de personnages :
- Giotto, Le Jugement dernier, Chapelle des Scrovegni à Padoue.
- Taddeo di Bartolo, Le Jugement dernier de la Collégiale de San Gimignano.
- Jan van Eyck, Diptyque de la Crucifixion et du Jugement dernier, Metropolitan Museum of Art.
- Fra Angelico, Giudizio Universale, conservé aujourd'hui au musée national du couvent San Marco.
- Rogier van der Weyden, Le Jugement dernier, Hospice de Beaune.
- Hans Memling, Le Jugement dernier de Gdańsk.
- Jérôme Bosch, Triptyque du Jugement dernier.
- Luca Signorelli, fresques de la chapelle San Brizio de la cathédrale d'Orvieto.
- Michel-Ange, Le Jugement dernier de la chapelle Sixtine, au Vatican.
- Vasari et Zuccari, Le Jugement dernier, fresque de la coupole de Santa Maria del Fiore, à Florence.
- Pierre Paul Rubens, Le Grand Jugement dernier, conservée à l'Alte Pinakothek, à Munich.
- Jacob Jordaens, Le Jugement dernier, Musée du Louvre.
- Martin Schongauer, Le Jugement dernier, fresques, Breisach, collégiale Saint-Martin

## Musique
- Giacomo Carissimi a composé une Histoire sacrée : Le jugement dernier, à trois chœurs, deux violons, et orgue.
- Marc-Antoine Charpentier a composé une Histoire sacrée : Le jugement dernier, (Extremum Dei Judicium), H.401 pour solistes, chœur, 2 dessus instrumentaux, et basse continue (1680).
- Olivier Messiaen reprend le thème de l'Apocalypse et du Jugement Dernier quand il compose son Quatuor pour la fin du Temps, en 1940.
- Kery James a composé "Chapitre" , savoir et vivre ensemble, 2004